# پیشوندهای دودویی
پیشوندهای باینری (به انگلیسی: binary prefix) به پیشوندهایی گفته می‌شود که برای یکا اطلاعات دیجیتالی مانند بیت و بایت به کار برده می‌شوند و به وسیلهٔ توان عدد ۱۰۲۴ تعریف می‌گردند.

## نگارخانه

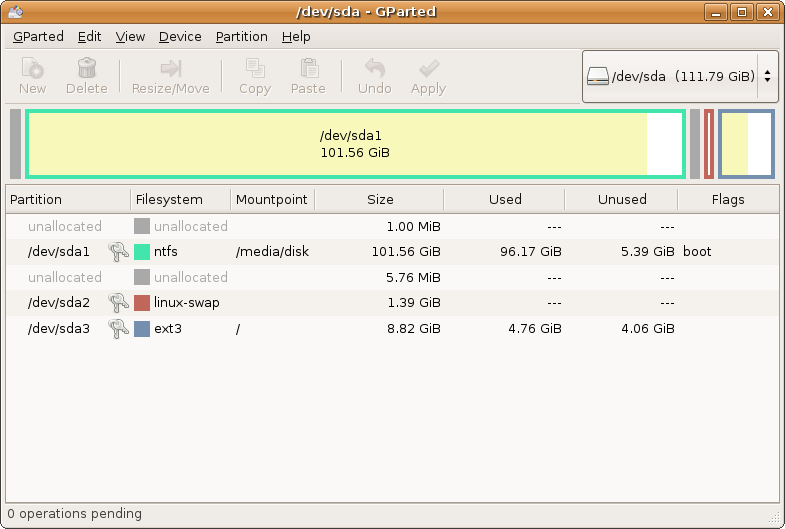
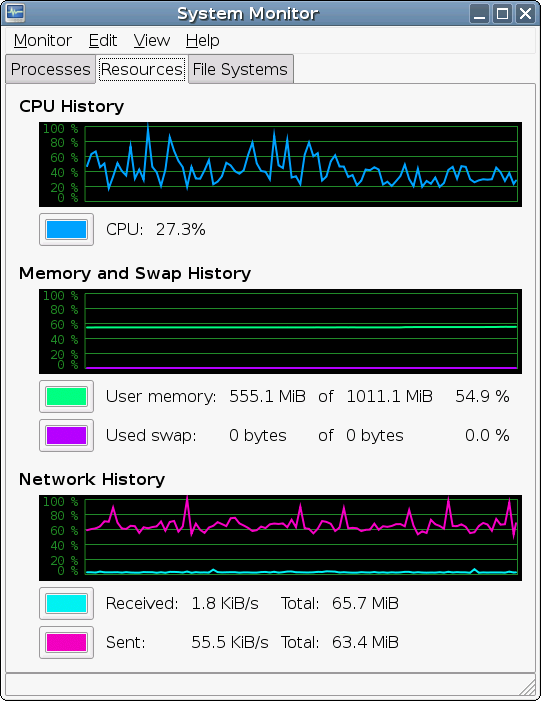
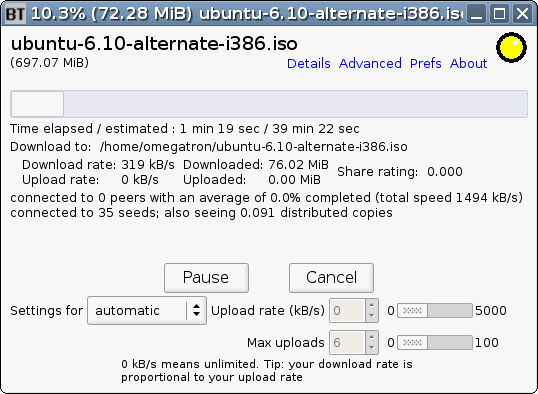
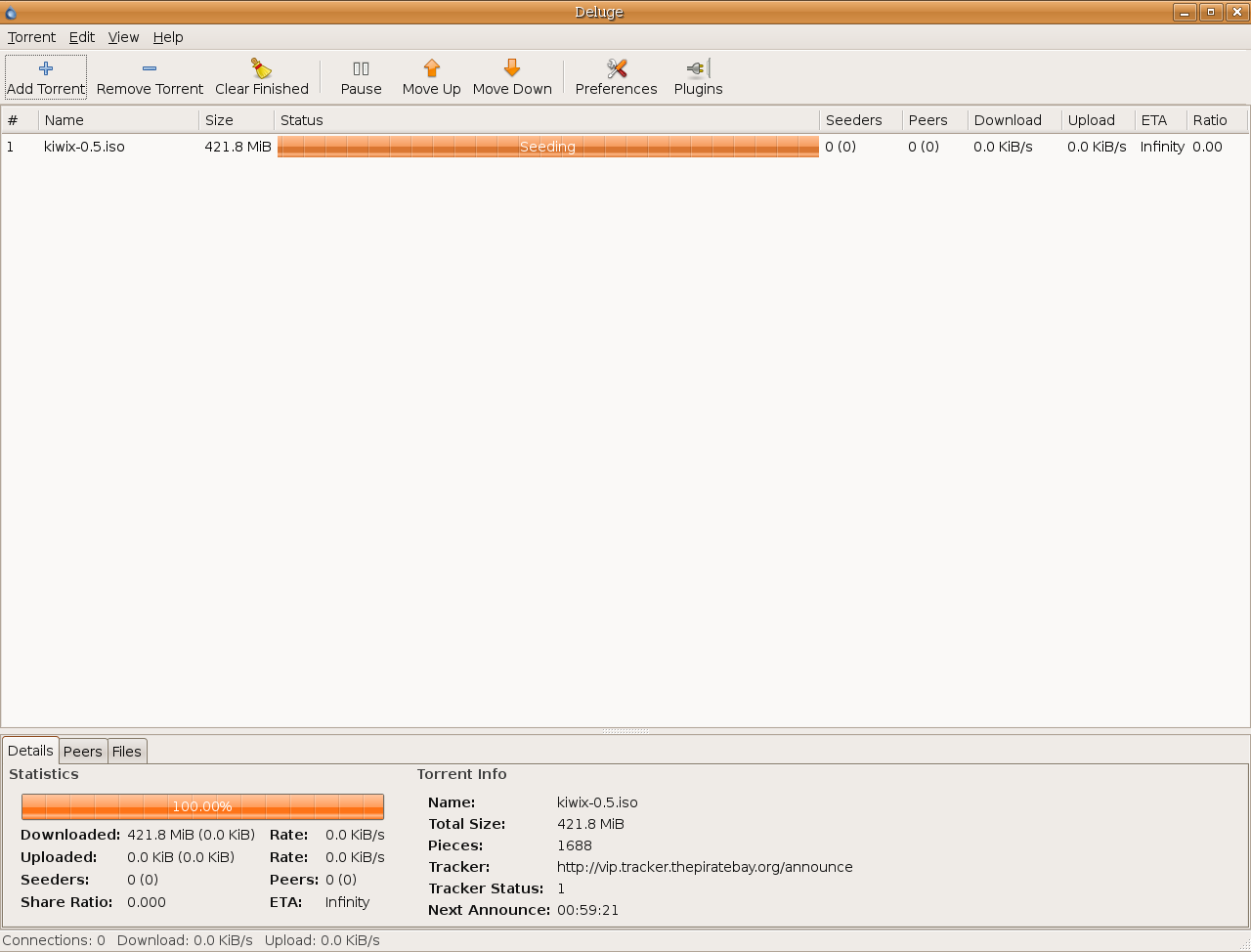